# Bethausen

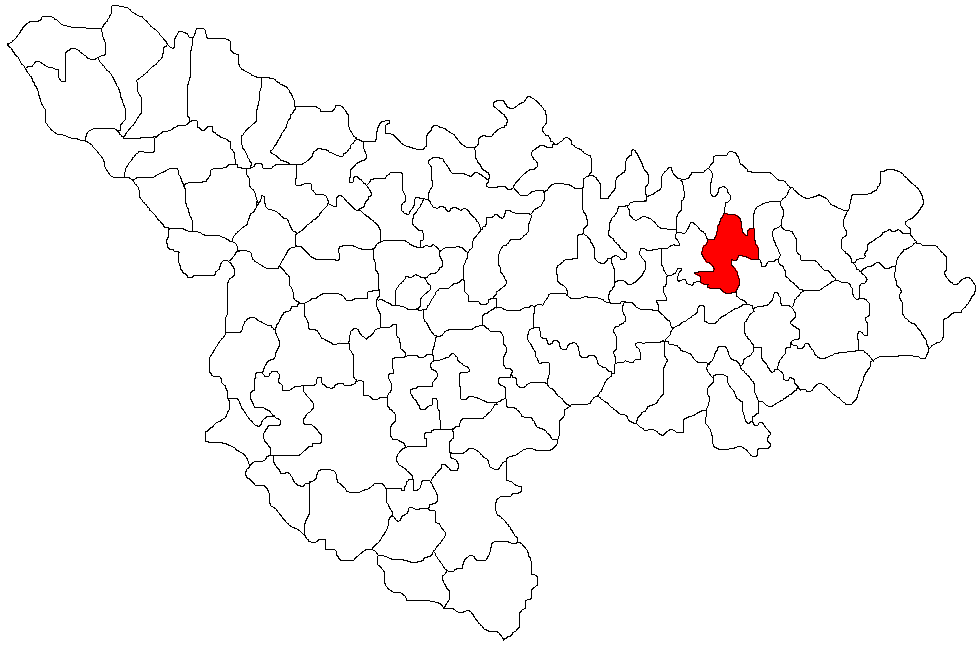
Lage von Bethausen im Kreis Timiș

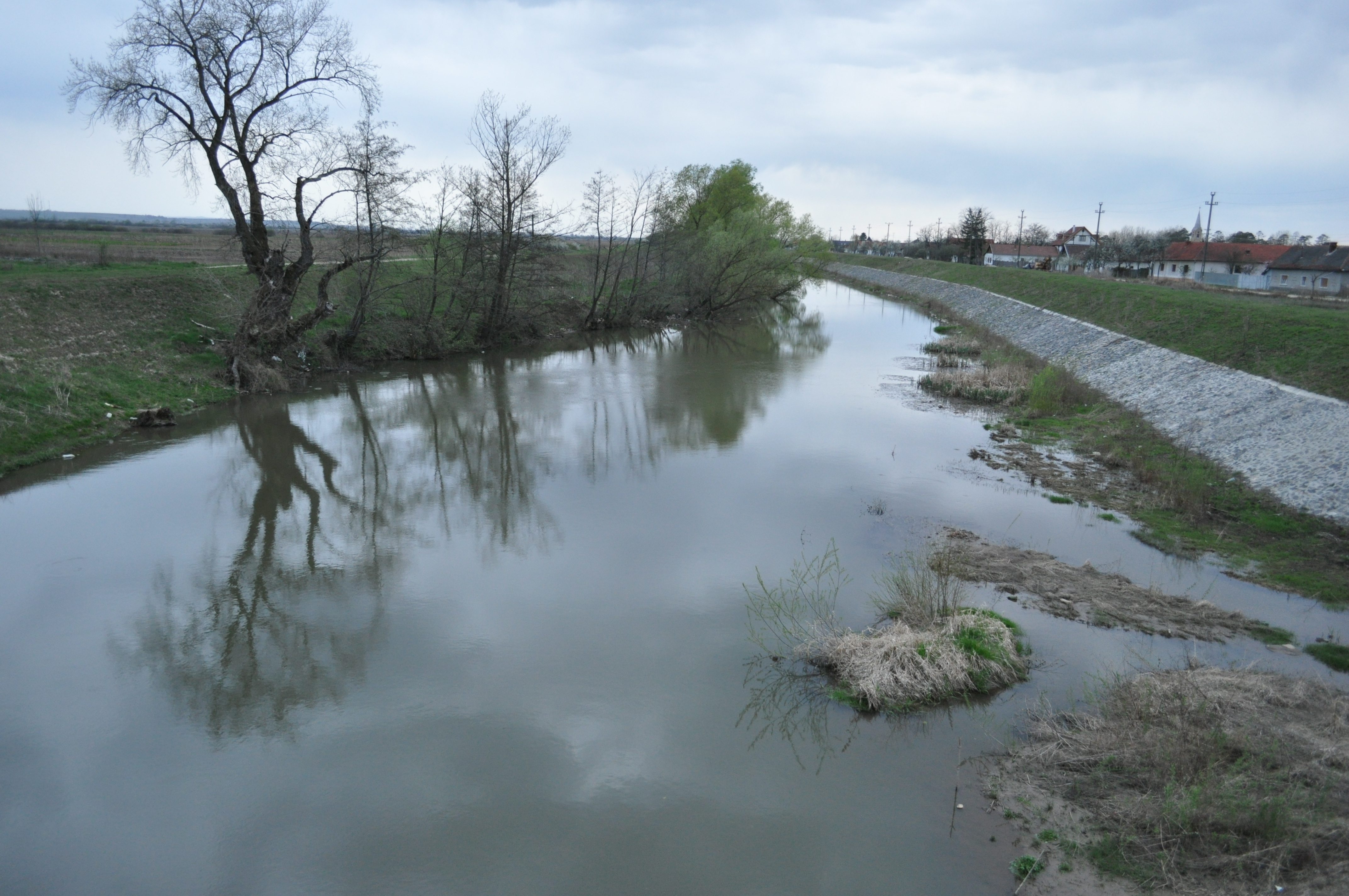
Die Bega bei Bethausen

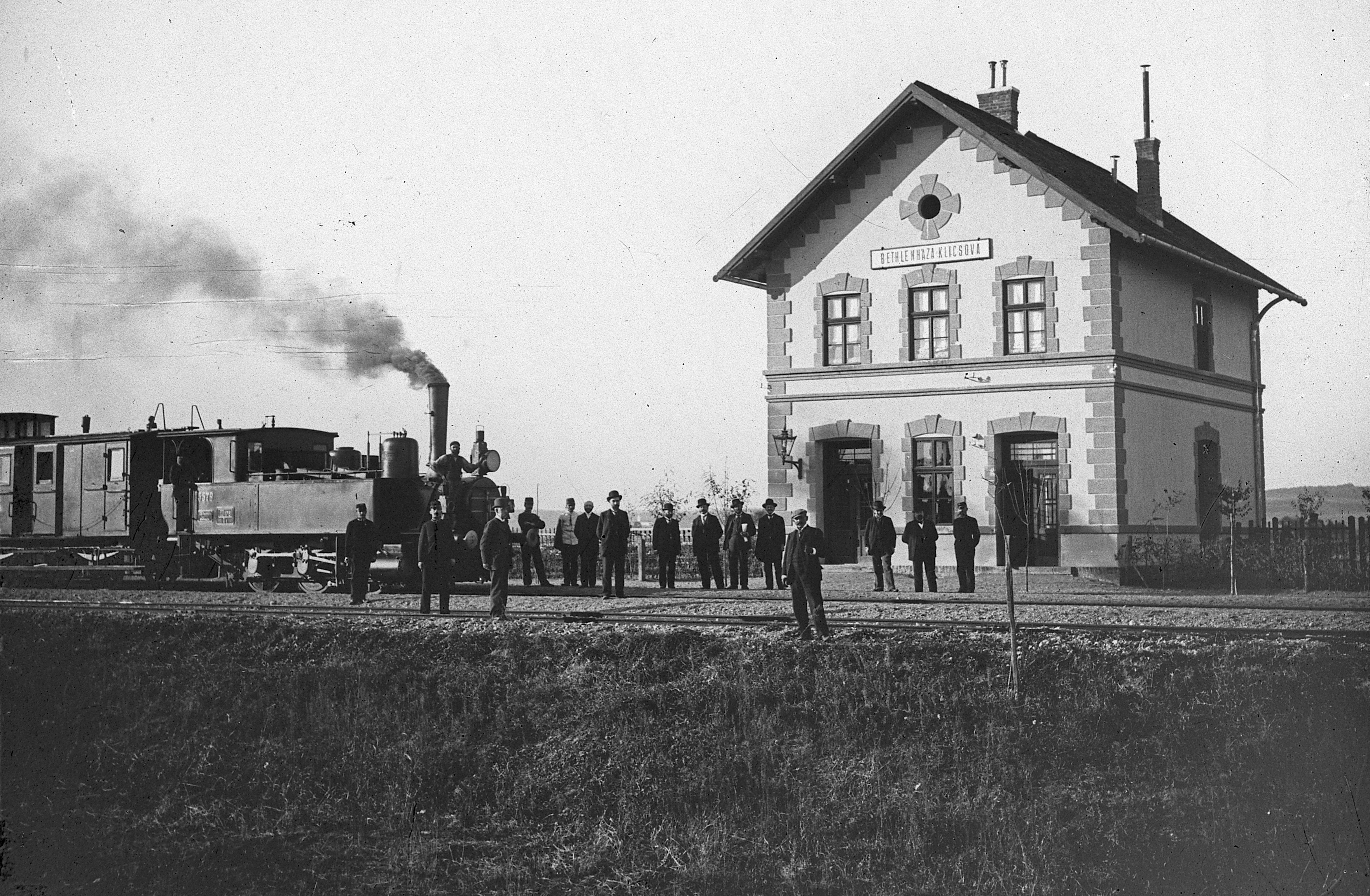
Bahnhof Bethausen (1901)

 Bethausen (deutsch Bethausen, ungarisch Bethlenháza, umgangssprachlich Bethlenhaas) ist eine Gemeinde im Nordosten des Kreises Timiș, in der Region Banat, im Südwesten Rumäniens.

## Lage
Bethausen befindet sich 23 km nordöstlich von Lugoj. Die Nachbardörfer sind Cladova im Norden,  Leucușești im Osten, Cliciova im Süden und Cutina im Westen.

## Nachbarorte
| Bara    | Ohaba Lungă                                 | Topla       |
| Ghizela | Kompassrose, die auf Nachbargemeinden zeigt | Mănăștiur   |
| Balinț  | Cliciova                                    | Traian Viua |

## Geschichte
Bethausen wurde 1883 von deutschen Siedlern, die aus der Großgemeinde Zichydorf (heute Plandište) im Komitat Torontál kamen, gegründet. Bei der Gründung erhielt der Ort den Namen Bethlenháza nach dem Güterdirektor Graf Bethlen, der den Siedlern Feld neben der Gemeinde Cladova gab.  Die Siedler stammten hauptsächlich aus Schwaben, dem Elsass, aus Lothringen und aus Böhmen. Anfangs war Bethlenháza ausschließlich von Deutschen bewohnt, später kamen auch Ungarn hinzu und nach der Dreiteilung des Banats infolge des Vertrags von Trianon (1920) auch Rumänen aus dem Komitat Arad. Als Bethlenháza 1920 infolge des Vertrags von Trianon an Rumänien fiel, sollte der Ort in Beclita umbenannt werden. Die deutschen Bewohner stellten jedoch einen Antrag zur Umbenennung in Bethausen. Mit Unterstützung des Abgeordneten Heinrich Anwender aus Lugoj erfolgte der  Gemeinderatsbeschluss, dem zufolge die Gemeinde in Bethausen umbenannt wurde. Der damalige Subpräfekt des Komitats Cornel Groșovean unterstützte diesen Beschluss und das Ministerium bewilligte amtlich die Umbenennung.
Infolge des Waffen-SS Abkommens vom 12. Mai 1943 zwischen der Antonescu-Regierung und Hitler-Deutschland wurden alle deutschstämmigen wehrpflichtigen Männer in die deutsche Armee eingezogen. Noch vor Kriegsende, im Januar 1945, wurden alle deutschstämmigen Frauen zwischen 18 und 30 und Männer im Alter von 16 bis 45  zur Aufbauarbeit in die Sowjetunion verschleppt. Das Bodenreformgesetz vom 23. März 1945, das die Enteignung der deutschen Bauern in Rumänien vorsah, entzog der ländlichen Bevölkerung die Lebensgrundlage.

## Kirche und Schule
Zu den ersten Dringlichkeiten nach der Ansiedlung gehörte der Bau einer Schule. Bis zur Vollendung der Bauarbeiten 1884 fand der Unterricht in einem Privathaus statt. Im Jahr 1912 wurde die heutige Schule erbaut, die in den Jahren 1965/66 erweitert wurde.
Die erste Kirche in Bethausen wurde Ende 1885 fertiggestellt. Im Jahr 1937 wurde die heutige Kirche gebaut und am 24. Oktober von Bischof Augustin Pacha geweiht. Der Hauptaltar stellt den heiligen Wendelin, den Schutzpatron der Kirche, dar. Auf der linken Seite befindet sich der Seitenaltar mit dem heiligen Antonius und rechts die Kanzel. Bis nach 1900 waren alle Einwohner von Bethausen römisch-katholischen Glaubens.

## Wirtschaft
Die Bevölkerung beschäftigte sich mit dem Ackerbau und der Viehzucht. Außerdem waren Handwerker in durchschnittlich hoher Zahl vertreten. Jahre 1924 erreichte der Gemeindenotar Adolf Dobrov die Bewilligung, dreimal im Jahr einen Jahrmarkt abzuhalten. In der Zwischenkriegszeit erreichte das wirtschaftliche und geistliche Leben im Dorf seinen Höhepunkt.
Durch die Agrarreform von 1945 begann der Niedergang der Bauerngemeinschaft. In den Folgejahren kam es zur Kollektivierung der Landwirtschaft. Im Jahr 1952 wurde die Landwirtschaftliche Produktionsgenossenschaft (LPG) gegründet, nachdem 1951 bereits die Maschinen und Traktorenstation (S.M.T.) entstanden war. Der verbleibende Grund und Boden wurde von dem Staatsunternehmen G.A.S. verwaltet. Es entstand eine Berufsschule zur Ausbildung der Mechaniker. Im Jahr 1954 wurde die Gemeinde elektrifiziert.

## Demografie
| 1880 | 546  | 13   | 104 | 399 | 30  |
| 1910 | 1020 | 144  | 248 | 605 | 23  |
| 1930 | 886  | 143  | 132 | 568 | 43  |
| 1977 | 865  | 576  | 87  | 197 | 5   |
| 2002 | 909  | 784  | 35  | 14  | 76  |
| 2011 | 3057 | 2781 | 38  | 14  | 224 |
| 2021 | 2908 | 2557 | 35  | 8   | 308 |